# Mark Kurlansky

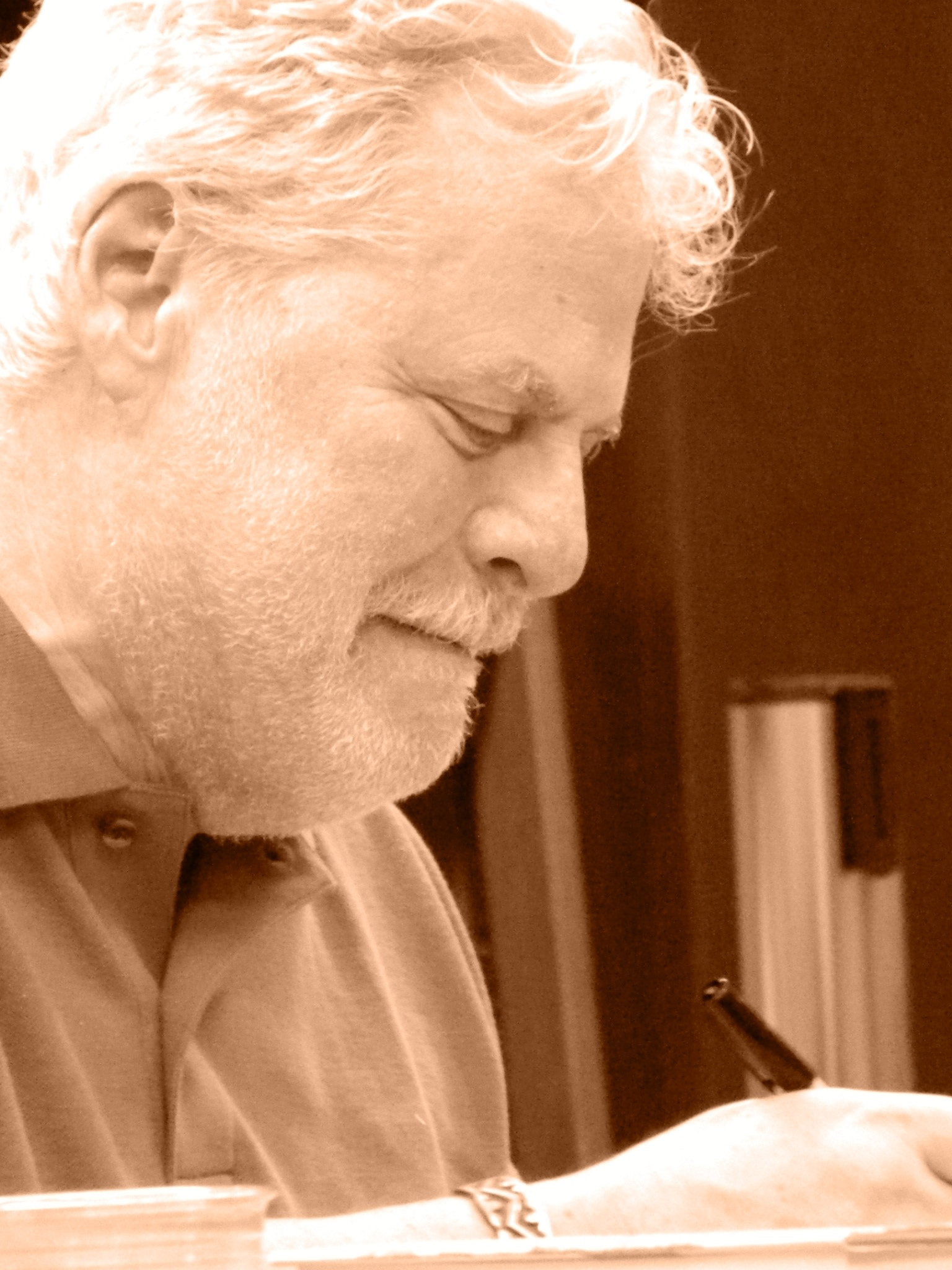
Mark Kurlansky (2013)

Mark Kurlansky (nacido el 7 de diciembre de 1948 (76 años) en Hartford, Connecticut) se trata de un periodista estadounidense y escritor que ha escrito diversas obras de no ficción, centrándose en la historia de ciertos alimentos como ha podido ser la historia de la sal, así como en el mercado de bacalao en el mundo y de las ostras. Ha divulgado artículos acerca de la cultura vasca.

## Biografía
Kurlansky asistió a la Butler University, donde tuvo interés en el teatro y por esta razón estudió su BA en 1970. a pesar de sus estudios empezó a ejercer como periodista en los años 1970s como corresponsal en Europa Occidental para el Miami Herald, The Philadelphia Inquirer, y finalmente en París para el International Herald Tribune. Se trasladó a México en el año 1982 donde continuó con su labor como periodista. Escribió su primer libro: A Continent of Islands, en 1992 y tras esta primera experiencia se lanzó a escribir diversos libros y artículso acerca de la historia de la alimentación a lo largo de los 1990s. Escribió en 1997 su libro Cod (bacalao) y fue un superventas internacional que llegó a ser traducido a más de 15 idiomas.

## Obra
- A Continent of Islands: Searching for the Caribbean Destiny (1992), ISBN 0-201-52396-5
- A Chosen Few: The Resurrection of European Jewry (1995), ISBN 0-201-60898-7
- Cod: A Biography of the Fish That Changed the World (1997), ISBN 0-8027-1326-2
- The Basque History of the World (1999), ISBN 0-8027-1349-1
- The White Man in the Tree, and Other Stories (2000), ISBN 0-671-03605-X
- The Cod's Tale (2001), ISBN 0-399-23476-4
- Salt: A World History (2002), ISBN 0-8027-1373-4
- Choice Cuts: A Savory Selection of Food Writing From Around the World and Throughout History (editor, 2002), ISBN 0-345-45710-2
- 1968: The Year that Rocked the World (2004), ISBN 0-345-45581-9
- Boogaloo on 2nd Avenue: A Novel of Pastry, Guilt, and Music (2005), ISBN 0-345-44818-9
- The Girl Who Swam to Euskadi (2005), ISBN 1-877802-54-9
- The Story of Salt (2006), ISBN 0-399-23998-7
- The Big Oyster: History on the Half Shell (2006), ISBN 0-345-47638-7
- Nonviolence: Twenty-five Lessons From the History of a Dangerous Idea (2006), ISBN 0-679-64335-4